# Baikiaea
Baikiaea es un género de plantas de la subfamilia Caesalpinioideae de la familia de las legumbres Fabaceae. Es originario de zonas tropicales de África. Comprende 11 especies descritas y de estas, solo 7 aceptadas.

## Taxonomía
El género fue descrito por George Bentham y publicado en Genera Plantarum 1: 581. 1865. La especie tipo es: Baikiaea insignis Benth.

## Especies aceptadas
A continuación se brinda un listado de las especies del género Baikiaea aceptadas hasta julio de 2014, ordenadas alfabéticamente. Para cada una se indica el nombre binomial seguido del autor, abreviado según las convenciones y usos.
- Baikiaea fragrantissima Baker f.
- Baikiaea ghesquiereana J.Leonard
- Baikiaea insignis Benth.
- Baikiaea plurijuga Harms
- Baikiaea robynsii Ghesq.
- Baikiaea suzannae Ghesq.
- Baikiaea zenkeri Harms